# St Austell Rural
St Austell Rural var en civil parish från 1894 till 1934 då den blev en del av St Austell, i grevskapet Cornwall, i England. Civil parish var belägen 24 km från Truro och hade 6 205 invånare år 1931.